# موسى (لاعب كرة قدم)
موسى (بالفرنسية: Maurice Mosa)‏ هو مدرب كرة قدم ولاعب كرة قدم مدغشقري في مركز الدفاع، ولد في 1948 في مدغشقر، وتوفي بنفس المكان في 1 أغسطس 2013. شارك مع منتخب مدغشقر لكرة القدم.

## وصلات خارجية
- موسى (لاعب كرة قدم) على موقع الاتحاد الدولي (مؤرشف)  (الإنجليزية)